# Othonna leptodactyla
Othonna leptodactyla là một loài thực vật có hoa trong họ Cúc. Loài này được Harv. mô tả khoa học đầu tiên.